# Yondi Schmidt

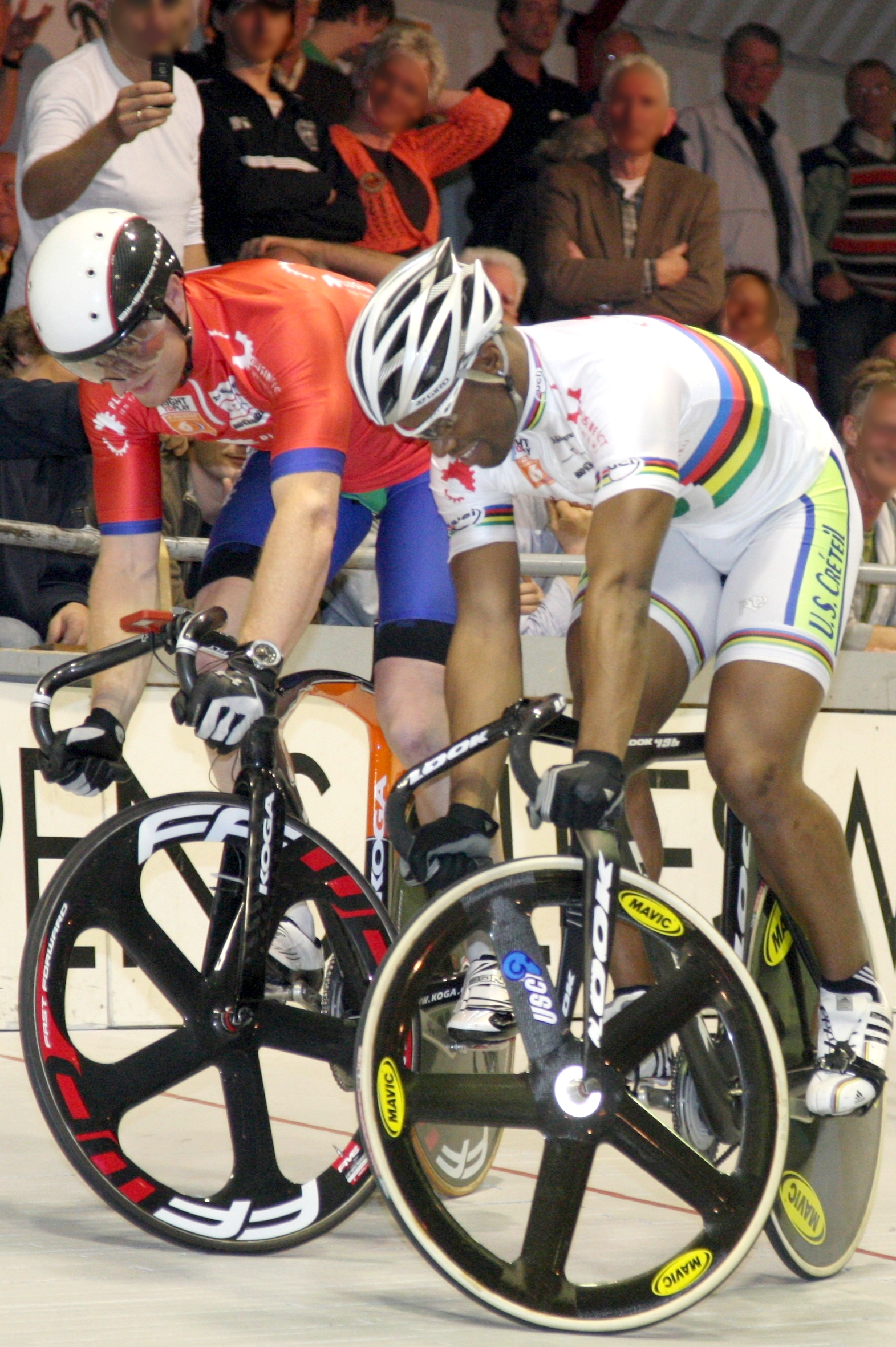
Yondi Schmidt (l.) bei einem Stehversuch mit dem französischen Sprint-Weltmeister Grégory Baugé

Yondi Kevin Schmidt (* 26. April 1987 in Rotterdam) ist ein niederländischer Radrennfahrer.
Schon mit elf Jahren wurde Yondi Schmidt erstmals Niederländischer Meister, im Straßenrennen seiner Altersklasse. Er entwickelte sich zu einem Spezialisten für die Kurzzeitdisziplinen auf der Bahn. 2004 wurde er zweifacher Niederländischer Meister bei den Junioren im Sprint und im Zeitfahren, im Keirin wurde er Vize-Meister. 2007 wurde er nationaler Meister im Omnium (Nachwuchs), 2008 Niederländischer Meister im Keirin der Elite. Im Zeitfahren und Sprint belegte er jeweils den zweiten Platz.
Bei den UCI-Bahn-Weltmeisterschaften 2009 im polnischen Pruszków belegte Schmidt Rang sieben im Teamsprint, gemeinsam mit Tim Veldt und Teun Mulder, bei der Bahn-WM im dänischen Ballerup im Jahr darauf Rang acht mit Mulder und Roy van den Berg.